# Van Voërst
Van Voërst is een uit Overijssel afkomstig geslacht van oude adel waarvan leden sinds 1814 tot de Nederlandse adel behoren en dat in 1858 uitstierf.

## Geschiedenis
De stamreeks begint met Dirk van Voërst, heer van Beerse die vermeld wordt vanaf 1414 en die kort voor of in 1423 overleed. Vanaf de 15e eeuw hadden leden van het geslacht zitting in de ridderschap en bekleedden daarnaast bestuursfuncties op provinciaal en nationaal niveau.
Drie nazaten werden bij Souverein Besluit van 28 augustus 1814 benoemd in de (moderne) ridderschap van Overijssel waardoor zij en hun nageslacht tot de Nederlandse adel gingen behoren; in 1816 gebeurde hetzelfde voor een verwant van hen. In 1822 werd voor de meeste leden van het geslacht de titel van baron(es) erkend. Het geslacht stierf in 1867 uit, de adellijke takken in 1858.

## Enkele telgen
Johan van Voerst tot Beerse († voor 10 juni 1545), in de Ridderschap van Salland
- Dirk van Voerst, heer van Hagenvoorde, (†1568), verschreven als riddermatige ten landdage van Overijssel
  - Hidde van Voerst, heer van Hagenvoorde (†1584), in de Ridderschap van Overijssel, lid Gedeputeerde Staten van Overijssel
    - Dirk van Voërst, heer van Hagenvoorde en Averbergen (†1650), in de Ridderschap van Overijssel, lid Gedeputeerde Staten van Overijssel
      - Hiddo van Voërst, heer van Hagenvoorde en Bergentheim, in de Ridderschap van Overijssel, landdrost van Salland
        - Transisalanus Adolphus van Voërst, heer van Hagenvoorde, Bergentheim, Westerholt, Jaarsveld, enz. (1651-1707), in de Ridderschap van Holland, lid van de Raad van State

      - Christoffel van Voërst, heer van Averbergen (†1673), in de Ridderschap van Overijssel
        - Derk Helmich van Voërst, heer van Averbergen (†1721), in de Ridderschap van Overijssel, landrentmeester van Salland
          - Christoffel Aemilius van Voërst, heer van Hagenvoorde, Bergentheim en Westerholt (1690-1774), in de Ridderschap van Overijssel, gecommitteerde in de Raad van State, lid Gedeputeerde Staten van Overijssel, hoogschout van Hasselt en Hasselterambt
            - Dirk Christoffel van Voërst, heer van Hagenvoorde en van Bergentheim (1718-1783), in de Ridderschap van Overijssel, gecommitteerde in de Raad van State
              - Theodorus Antonius baron van Voërst tot Hagevoorde (1756-1833), in de Ridderschap van Overijssel, lid van de Ridderschap van Overijssel
              - Hidde baron van Voërst tot Hagevoorde, heer van Bergentheim (1764-1840), in de Ridderschap van Overijssel, lid van de Ridderschap en Provinciale Staten van Overijssel

          - Hendrik Casimir Gerrit van Voërst, heer van Averbergen ([1691]-1760), landrentmeester van Salland, in de Ridderschap van Overijssel
            - Marius Antony CareI van Voërst, heer van Averbergen en de Borgel (1733-1811), in de Ridderschap van Overijssel, lid Gedeputeerde Staten van Overijssel, gedeputeerde ter Staten-Generaal
              - Willem Hendrik van Voërst tot Averbergen, heer van den Borgel (1764-1809); hij had drie dochters die niet werden opgenomen in de Nederlandse adel
                - Johanna Theodora van Voërst (1799-1865); trouwde in 1830 met jhr. Lubbert Jan Aland van Lynden (1804-1859), kapitein, weduwnaar van Margaretha Sophia Florentina barones van Voërst (1795-1827)
                  - Willem Arnold Hendrik baron van Voërst van Lynden (1840-1911), verkreeg in 1863 toestemming de naam Van Voërst voor de zijne te plaatsen en werd daarmee stamvader van de tak Van Voërst van Lynden van het geslacht Van Lynden welke tak in 1945 in mannelijke lijn is uitgestorven met mr. Samuël Willem Alexander baron van Voërst van Lynden (1904-1945)

                - Johanna van Voërst (1801-1867), laatste telg van het geslacht

              - Jhr. Dirk Ernst van Voërst (1776-1820), lid van de Ridderschap van Overijssel

          - Gerrit Helmich van Voërst, heer van Bergentheim en Windesheim (1694-1788), in de Ridderschap van Overijssel, lid Gedeputeerde Staten van Overijssel, gedeputeerde in de Staten-Generaal
            - Christoffel Casimir Adolf baron van Voërst tot Bergentheim (1743-1828), schout van Wijhe
              - Gerrit Helmich baron van Voërst, heer van Bergentheim (1791-1826), ontvanger der directe belastingen, lid van de Ridderschap van Overijssel
                - Jacob Louis baron van Voërst (1822-1858), laatste telg van de adellijke takken

              - Margaretha Sophia Florentina barones van Voërst (1795-1827); trouwde in 1825 met jhr. Lubbert Jan Aland van Lynden (1804-1859), kapitein